# ACCION International
Accion International — международная некоммерческая организация, поддерживающая микрофинансовые организации, которые предоставляют финансовые услуги клиентам с низкими доходами. За более чем пятидесятилетнюю историю, Accion помогла появлению 63 микрофинансовых организаций в 32 странах на четырёх континентах. Accion также участвует в инвестициях социального воздействия, поддерживая стартапы, предлагающие модели повышения эффективности финансовых услуг для бедных. Accion активно сотрудничает с организациями в 21 стране, находящихся в Северной, Латинской Америке, в странах Карибского бассейна, Африки и Азии.
Штаб-квартира организации находится в Бостоне, также свои офисы Accion имеет в Вашингтоне, Боготе, Аккре, Бангалоре и Пекине.

## История

### Ранняя история
Accion была основана в 1961 году американцем Джозефом Блэтчфордом, выпускником Калифорнийского университета. Побывав во многих латиноамериканских городах, он осознал, что многие латиноамериканцы живут в плохих условиях и не имеют возможности поднять уровень жизни. Летом 1961 года первая группа из 30 американцев отправилась в бедные районы в города Венесуэлы. Затем группы волонтёров стали работать в Бразилии, реализуя различные проекты помощи общинам. Ранние проекты были направлены на строительство школ, общинных центров и дорог.
В 1973 году Accion начала экспериментировать с микрокредитованием — предоставлением небольших кредитов под низкий процент, финансово помогая предпринимателям в бразильском Ресифи. После этого пилотного проекта, оказавшегося удачным, Accion сосредоточила свои усилия на открытии микрофинансовых организаций и развитии микрофинансовой индустрии. В 1983 году основана Red Accion — первая международная сеть микрофинансовых организаций, созданная в целях укрепления и развития микрофинансирования в Латинской Америке.

### В США
Accion работала исключительно с микрофинансовыми организациями в Латинской Америке и стран Карибского бассейна до 1991 года. Но 1991 стал годом, когда была запущена программа микрофинансирования в Бруклине, Нью-Йорке. Бруклинская программа была направлена на расширение прав и возможностей мелких предпринимателей в Нью-Йорке, превратившись позже в микрофинансовую сеть Accion U.S. Network. Сеть в США расширилась с созданием в 1994 году подразделений в Сан-Антонио, Альбукерке, Чикаго и Сан-Диего.

### Мировая экспансия
В октябре 2000 года Accion начал работать с микрофинансовыми организациями в Чёрной Африке как партнер канадской Calmeadow, а потом и других компаний. В 2008 году Accion открывает центральный африканский офис в Аккре, столице Ганы. В апреле 2010 года начинает свою работу EB-Accion Microfinance в Камеруне.
В 2005 году, Accion расширилась до Индии, где её партнёрами стали две микрофинансовые организации: Swadhaar FinServe в Мумбаи и Saija Finance в Патне. Помимо этого в Бангалоре был открыт региональный учебный центр.
В начале 2010 года, Accion была создана микрокредитная компания в Китае, Accion Microfinance China в округе Чифэн, Внутренней Монголии. С тех пор она продолжает расширяться в Китае через партнерство с Grassland Finance.
В 2013 году Accion появилась на Филиппинах и инвестировала $24 млн в местные компании и провинциальных банки, направив их деятельность на недостаточно развитые районы страны с бедным населением.